# 冰蚀湖

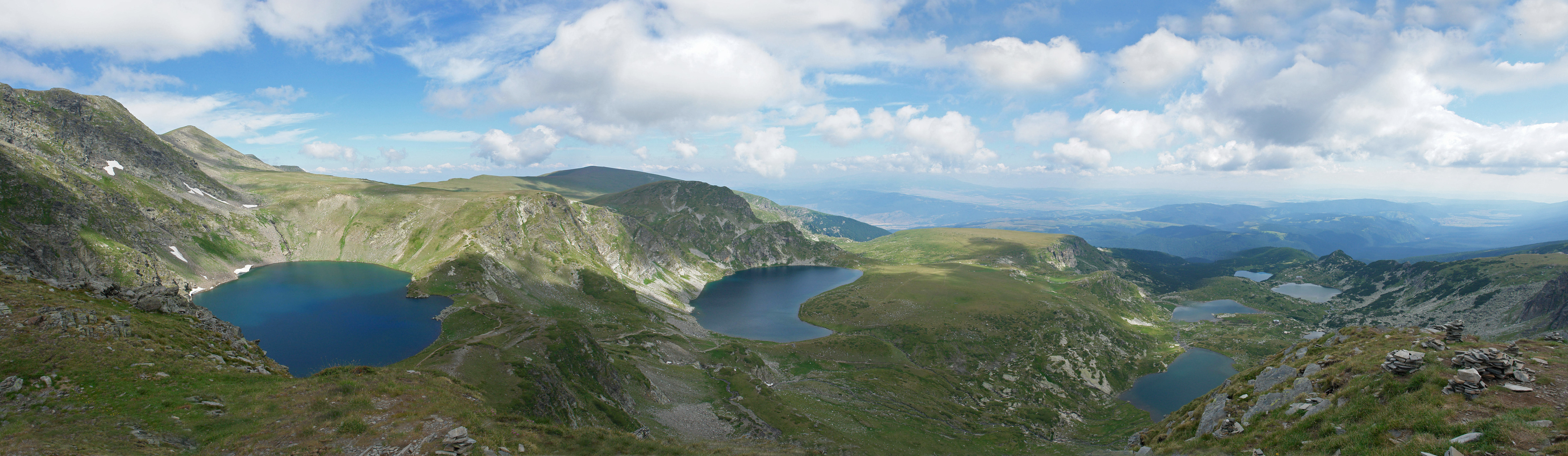
保加利亚里拉山脉裡的里拉七湖就是冰蝕湖的例子

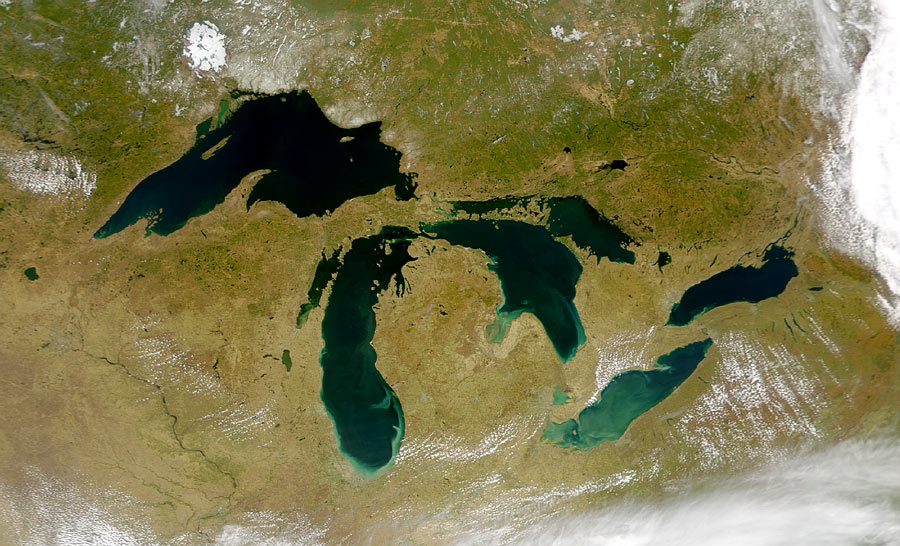
從太空遠眺北美洲的五大湖。整個五湖區盆地是目前世界上最大的冰蝕湖

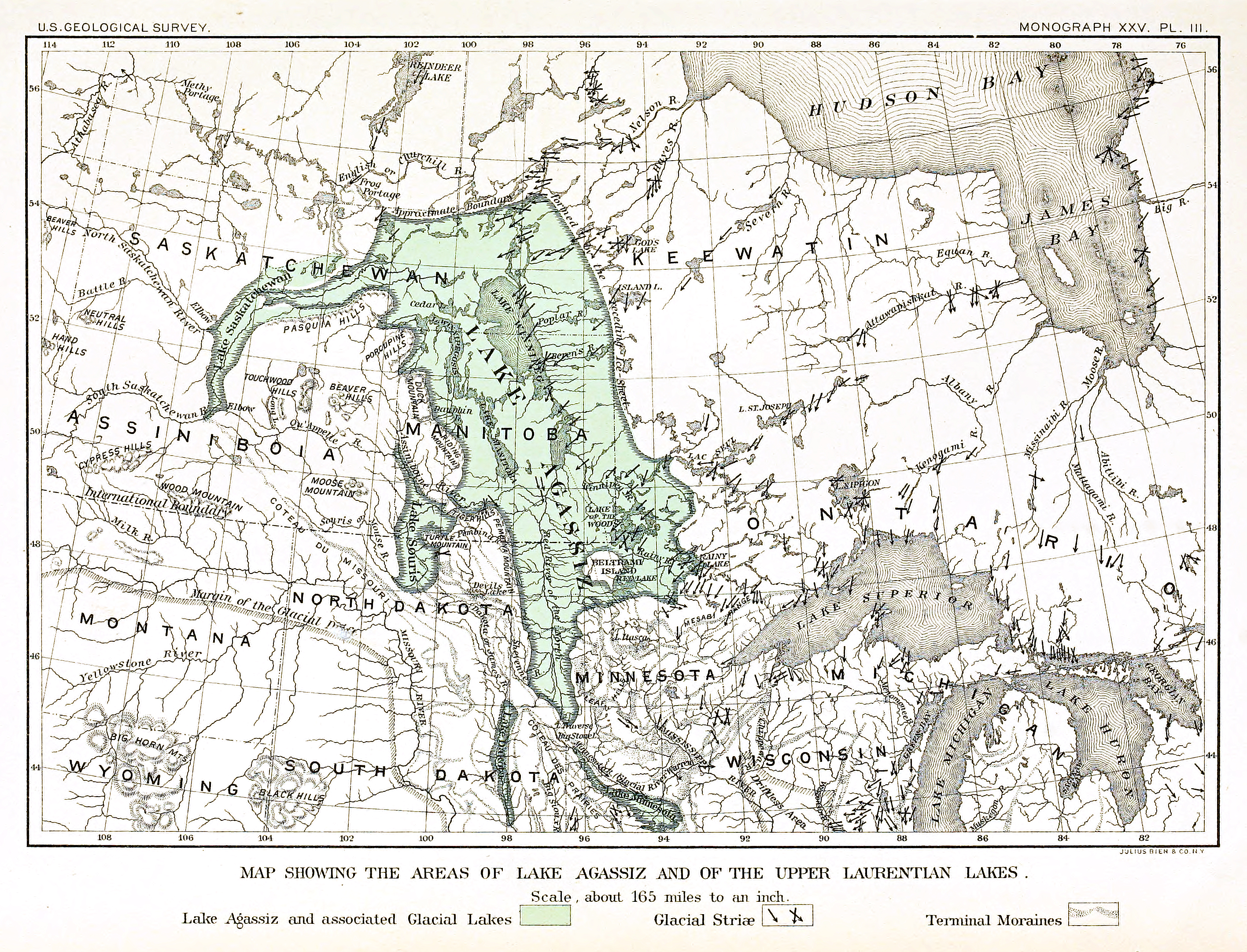
史前冰川阿加西湖（Lake Agassiz，得名自瑞士冰川地理學家路易·阿加西）其水量曾经超过当今世界上所有湖泊的总和。

冰蝕湖（英語：Glacial lake），亦作冰河湖或冰緣湖，是指基於冰川活動而形成的水體。當冰川在地表滑動時，會刨挖地表；然後冰雪溶化，填補了刨挖走的地表，形成水體。
冰蝕湖通常位於高海拔或高緯度地區，冰川活動中，由於刨蝕、掘蝕地面產生的凹地積水形成的湖泊。冰蝕湖的湖盆一般為堅硬基岩，盆壁和盆底的基岩上經常有冰川磨光面和冰川刻槽和擦痕。這類湖盆平面形態呈長條狀，冰蝕湖湖岸平緩，常有漂礫殘存，部分湖岸地帶現代冰緣形態，如法里斯湖岸的石環和多邊形土。